# Рудиша, Даниэль
Даниэль Рудиша (англ. Daniel Rudisha, 1945—2019) — кенийский бегун на короткие дистанции. Серебряный призёр Олимпийских игр 1968 года в эстафете 4×400 метров. 

## Биография
На Олимпиаде в Мехико принимал участие в беге на 400 метров, но смог дойти только до полуфинала.
Его сын, Дэвид Рудиша, олимпийский чемпион 2012 и 2016 годов и действующий рекордсмен мира в беге на 800 метров.